# Jack Herbert Driberg
Jack Herbert Driberg (april 1888 – 5 februari 1946) was een Brits antropoloog. Hij is de schrijver van de etnografie The Lango; A Nilotic Tribe of Uganda, gepubliceerd in 1923. 
Jack Herbert Driberg maakte deel uit van het Britse koloniale gezag in Oeganda van 1912 tot 1921. De etnografie The Lango; A Nilotic Tribe of Uganda is zijn meest bekende boek, dat hij schreef op basis van zijn ervaringen in het noorden van Oeganda. Daar leefde en werkte hij enkele jaren met de Langi, een Oegandese etnische bevolkingsgroep. Zijn etnografie is een beschrijving van de Langi en hun geschiedenis, culturele gebruiken, sociale organisatie en religie. Verder besteedt Driberg aandacht aan de taal; het Lango, dat deel uitmaakt van de Luo taalgroep. Op basis van zijn etnografie kreeg Driberg het predicaat antropoloog.
Na negen jaar in Oeganda, werd hij overgeplaatst naar Soedan. Later ging hij doceren aan the School of Archeology and Anthropology in Cambridge.

## Werken
- The Lango: A Nilotic Tribe of Uganda (1923)
- People of the Small Arrow (1930)
- At Home with the Savage (1932)

- Bibliothèque nationale de France: cb151342067 (data)
- Gemeinsame Normdatei: 115753015X
- International Standard Name Identifier: 0000 0000 6635 5059
- Library of Congress Control Number: no2007009556
- Nederlandse Thesaurus van Auteursnamen: 074015168
- Système universitaire de documentation: 11170295X
- Virtual International Authority File: 89737728
- WorldCat: E39PBJrgHVMcFGJ8qXwkXxvT73